# Liste der Monuments historiques in Kerlaz
Die Liste der Monuments historiques in Kerlaz führt die Monuments historiques in der französischen Gemeinde Kerlaz auf.

## Liste der Bauwerke
| Bezeichnung                                       | Beschreibung | Standort                  | Kennzeichnung | Schutzstatus | Datum | Bild           |
| ------------------------------------------------- | ------------ | ------------------------- | ------------- | ------------ | ----- | -------------- |
| Kirche St-Germain, Friedhofskreuz und Triumphboge |              | 1, rue de l’Église (Lage) | PA00090017    | Classé       | 1916  | weitere Bilder |

## Liste der Objekte
- Monuments historiques (Objekte) in Kerlaz in der Base Palissy des französischen Kultusministeriums